# Trampeltonne

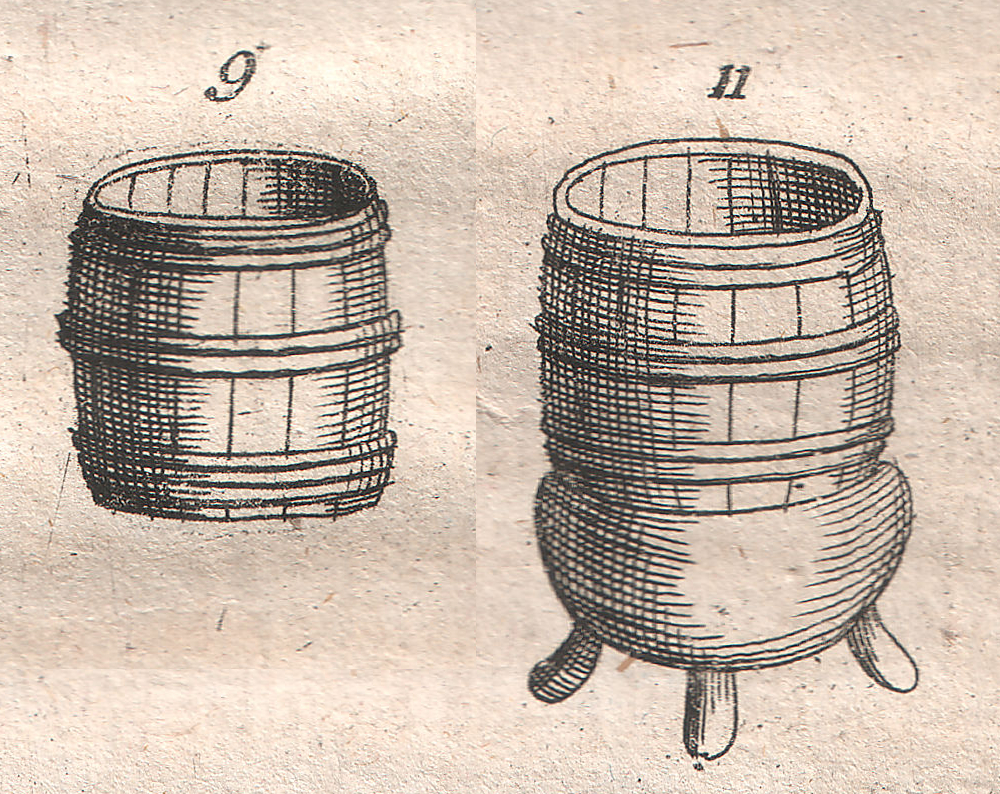
Links Trampeltonne, rechts Tretstock (1726)

Die Trampeltonne war ein Gerät der Kürschner, später der spezialisierten Rauchwarenzurichter, als Werkzeug der Rauchwaren- beziehungsweise Pelzzurichtung, dem Gerben von Pelzfellen. In einem der nachfolgenden Arbeitsgänge erfuhren die Felle noch einmal eine ähnliche Behandlung im ähnlichen Tretstock.

## Funktionsweise

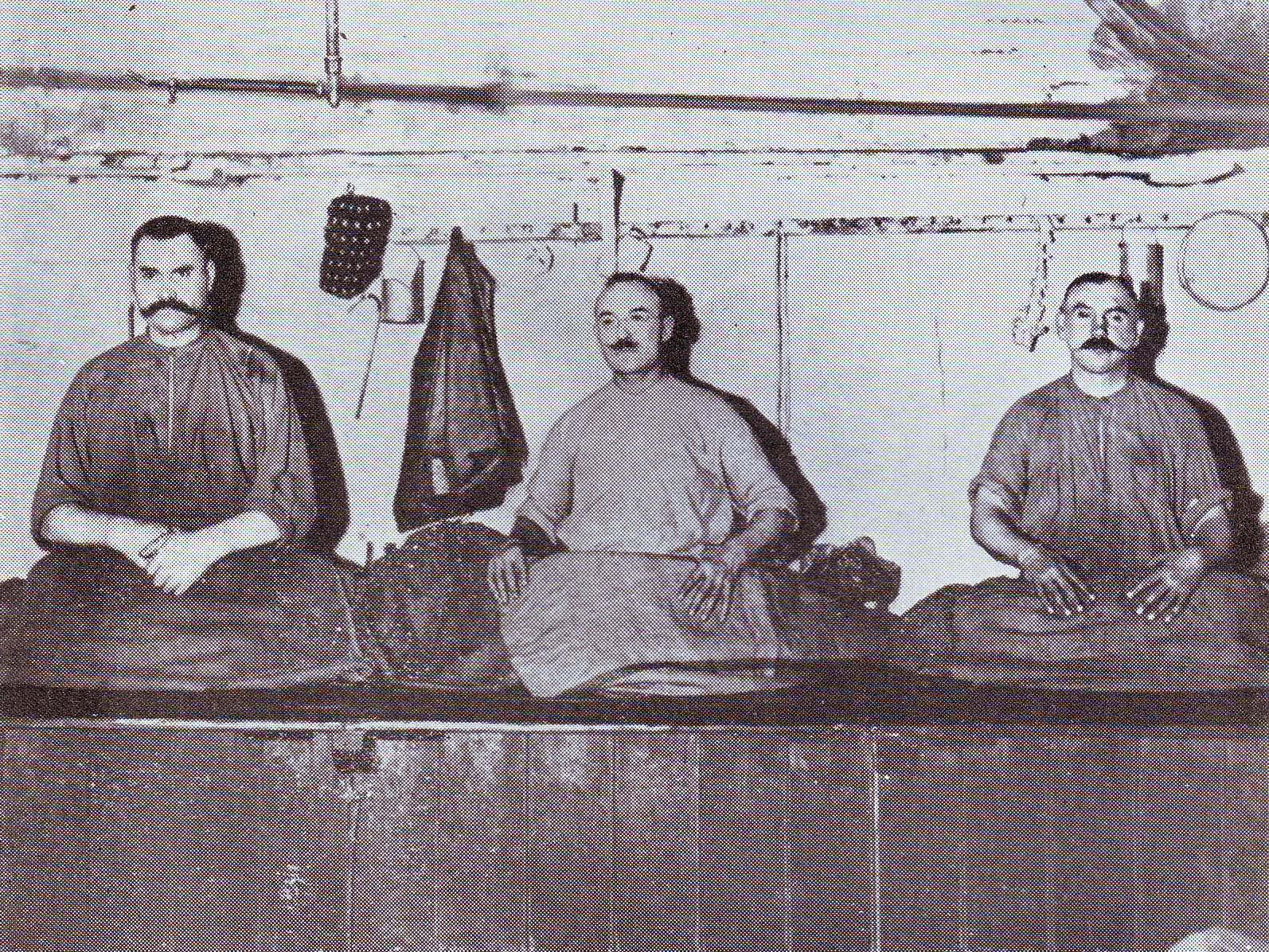
„Die Tubbers“, Firma C. W. Martin & Sons Ltd., London

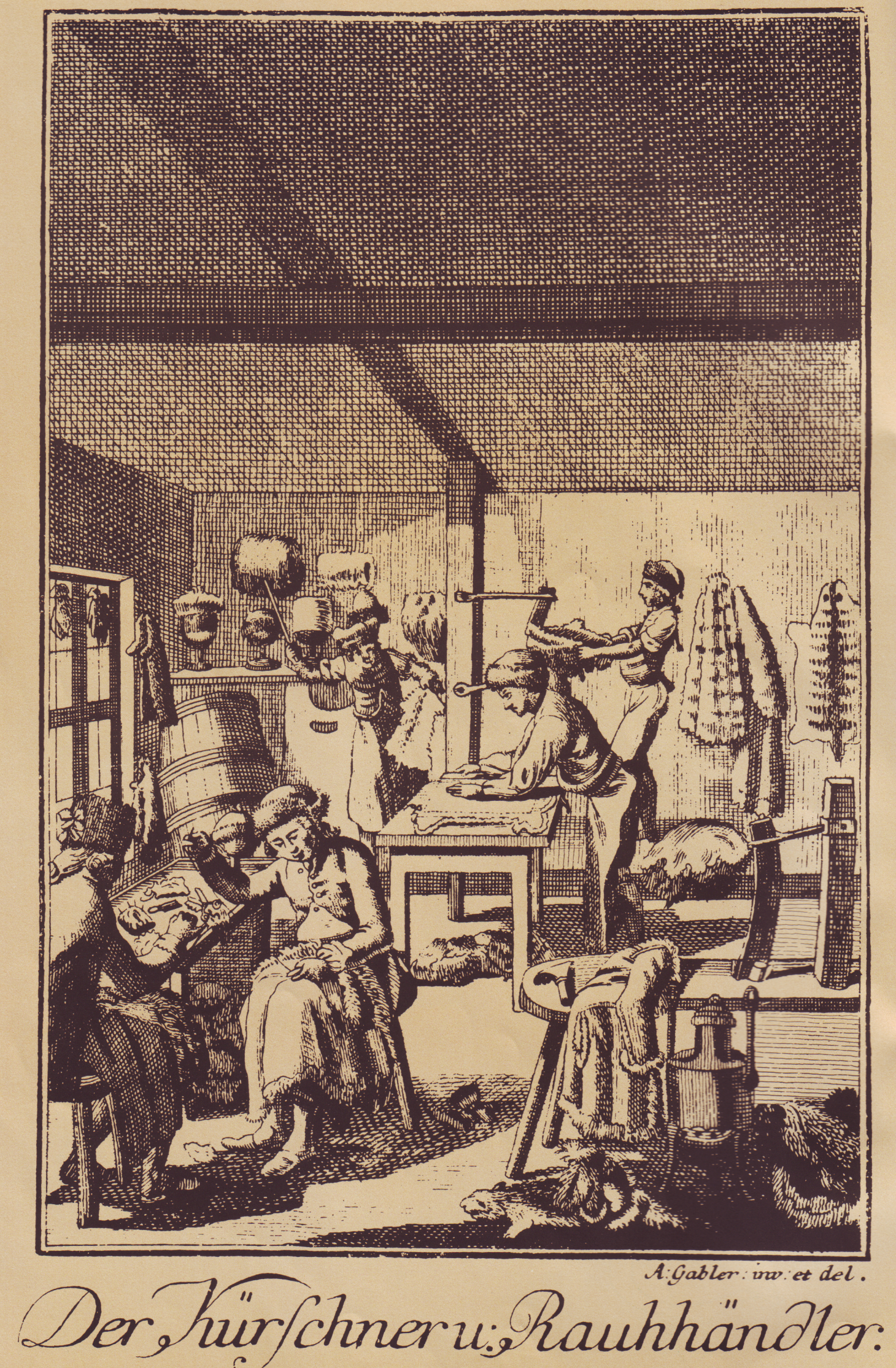
Kürschnerwerkstatt im Jahr 1794. Links im Hintergrund entweder eine Trampeltonne oder ein Tretstock

Aus dem frühen Mittelalter ist die erste Erwähnung der Trampeltonne bekannt. Sie hatte die Größe einer normalen, vier bis fünf Fuß hohen Wassertonne. Darin wurden die vorher mit Salz oder Alaun konservierten Rohfelle mit nackten Füßen so lange getrampelt, bis sie den erwünschten Grad an Weichheit erlangt hatten.
In der Firmengeschichte des englischen Unternehmens C. W. Martin & Sons Ltd., gegründet 1823, Pelzveredler und Rauchwarenhandlung, insbesondere für Robbenfelle, ist aus der Zeit folgende Episode vermerkt. Das Treten wurde dank moderner Maschinen und Chemikalien langsam überflüssig und die „Tubbers“ genannten Felltrampler der Firma hatten keine Beschäftigung mehr und drohten arbeitslos zu werden. Zu ihrem Schrecken machte einer der Geschäftsinhaber einen Firmenrundgang. Schnell sprangen sie, wie üblich, barfuß und nur mit Hemden bekleidet, in die leeren Tonnen („tubs“) und täuschten fleißiges Trampeln vor. Dies fiel jedoch auf und der Chef wurde gesehen, wie er, mit einem Besen drohend, die hosenlosen Tubbers über den Hof jagte. Eine andere Beschreibung des im Englischen als „Leathering“ bezeichneten Prozesses in einem „enormen“ Fass besagte sogar, die Gentlemen hätten im Allgemeinen bei ihrer Arbeit nichts angehabt („mid nodings on“). Es wäre seltsam anzusehen gewesen, wie die Männer, die Arme auf den Tonnenrand gelehnt, bei völliger Stille ihre monotonen und pappigen Übungen in der Tretmühle machten. Sie wären aber trotzdem geschickte Arbeiter. Das beständige Treten erzeugte durch die Reibung Hitze. Der Arbeiter musste aufpassen, dass er nicht den Punkt verpasste, an dem die Felle aus der Tonne herausgenommen werden mussten. War die Zeit zu kurz, war das Leder nicht gleichmäßig durchgefettet. War sie zu lang, wurde das Haar matt und die Felle waren unwiderruflich ruiniert. Gröbere Felle wurden zu der Zeit bereits in einer Maschine „getrampelt“, von Walkkolben die in Trögen arbeiteten. Noch 1936 wurde das Trampeln mit bloßen Füßen in einem Londoner Fachbuch als gängige Praxis für feine und hochwertige Felle erwähnt.
Einer Beschreibung aus dem Jahr 1762 ist zu entnehmen, dass die Kürschner üblicherweise eine bestimmte Anzahl von Bälgen in die Tonne schichteten:
300 Stück weiße oder schwarze Rehe, oder 200 weiße Hasenbälge, oder 250 Kaninchenfelle, 50 Schuppen (Waschbärfelle), 60 Stück Dachse, oder 8 Eisbärfelle, 100 Stück virginische Iltisse, 60 Stück Murmeltierfelle oder ebenso viel Vielfraße oder 6 Leopardenfelle. Zobel wurden dagegen warm im Tretstock getreten.
Die Felle wurden auf der Lederseite mit Butter oder Schweineschmalz eingerieben, Haar- auf Haarseite, mit dem Leder nach außen, in die Trampeltonne eingeschichtet. Die Zeitdauer des Trampelns der fetten Bälge wurde hier mit ungefähr drei Stunden angegeben. Nach dem „Fettgerben“ wurden die Felle mit Salzwasser eingestrichen und das Aas, erst auf der Kürschnerbank mit dem scharfen Messer, dann auf der Pökelbank mit dem stumpfen Messer, abgeschabt und anschließend getrocknet.
Nach einem weiteren Treten, diesmal im beheizten Tretstock, wurden sie durch die zugegebenen Sägespäne vom Fett befreit. Waren die Haare danach noch nicht völlig fettfrei, kamen sie noch einmal für eine Stunde in die Trampeltonne, diesmal zusammen mit einer Mischung aus je zur Hälfte Sand und Gips. Nach dem Ausklopfen des Reinigungsgemisches mit Klopfstöcken wurde das Leder noch einmal mit Salzwasser bestrichen und noch einmal über das stumpfere Abzieheisen gezogen, auch Pökeleisen oder Bälger genannt, um es „recht weiß und rein“ zu schaben.
Im Jahr 1925 wurde die Trampeltonne dann als mechanisches, elektrisch angetriebenes Gerät beschrieben, das anstelle einer Kurbel- oder Hammerwalke für feinere Pelzsorten benutzt wird, weil bei ihrer Anwendung die sonst bestehende Gefahr wesentlich vermindert wird, dass durch die Schlagwirkung die Haare geknickt oder verfilzt werden:
„Die Trampeltonne arbeitet anstatt mit Hämmern, mit Stahlkugeln oder Kugeln aus Bockholz, deren Durchmesser ungefähr 12 cm beträgt. Bei der Füllung der Tonne ist darauf zu achten, daß die Kugeln nicht an die Außenwände schlagen, sondern immer voll in den Fellen arbeiten können.“
Eine in den USA 1949 als „tramping machine“ oder „kicker“ bezeichnete Maschine enthielt zwei senkrecht stehende hölzerne „Beine“, an denen einige schmale Holzböcke befestigt waren. Diese bewegten sich abwechselnd vor und zurück in einem halbkreisförmigen Fass oder einer Wanne, nahezu wie ein paar Beine oder Füße.

## Fellbehandlung der Bantu
Das Weichreiben, Weichkneten oder das Weichkauen bei den Inuit sind Urformen der Aufbereitung der Rohfelle, um sie für den Menschen tragbar zu machen. Der französische Missionar Eugène Casalis (1812–1891) berichtete von den Bantustämmen:
„Ein ungewöhnlicher Lärm ruft uns in das Dorf zurück; es ist ein vielstimmiges Grunzen und Glucksen, vermischt mit schrillen Schreien, deren Misstöne einem vollkommenen Rhythmus unterworfen sind. Man meint, einen Chor von Bären, Wildschweinen und Affen zu hören. Dieser ganze Heidenlärm hat zum Mittelpunkt eine Ochsenhaut, welche weichgemacht werden soll, um sich dem Körper eines Zweifüßlers anzuschmiegen. Ein Dutzend Männer hockender Stellung fassen sie bald hier bald dort an, reiben sie zwischen den Händen, quetschen, kneten sie mit solcher Schnelligkeit, teilen ihr so seltsame Bewegungen mit, dass sie sich unter der Misshandlung, die ihr widerfährt, zu beleben scheint. Jede Kraftäußerung, jede Drehung ist begleitet von einem jener seltsamen Töne, von denen wir uns keine Rechenschaft geben können. Je mehr das Werk fortschreitet, um so mehr nehmen die Kraft und die Schnelligkeit zu; bald steigern sie sich zu wahrer Raserei. Der Lärm, die hinreißende Gewalt der Rhythmus scheinen den Arbeitern den Verstand zu benehmen. Die einen drücken ihrem Rücken die anmutigen Bewegungen der Gazelle auf, noch andere ergötzen sich mit den Enden der Haut wie die Katze mit der Maus. Plötzlich hört der Lärm auf; der Mantel ist weich wie ein Handschuh, man trägt ihn in einem Triumphgeschrei davon, und die Lärmmacher stärken sich an einigen Krügen Bier, der einzigen Belohnung, welche sie erwarten.“